# Bromchlorid
Bromchlorid ist eine gasförmige Interhalogenverbindung, die aus den Elementen Brom und Chlor besteht. Brom hat in dieser Verbindung formal die Oxidationsstufe +1. Es handelt sich um eine kovalente Verbindung.

## Geschichte
Erste Untersuchungen der Schmelz- und Siedekurven von Mischungen aus Chlor und Brom wurden schon am Anfang des 20. Jahrhunderts publiziert, wobei keine Verbindungsbildung nachweisbar war. Später beschrieben einige Autoren Beobachtungen, die auf eine mögliche Existenz einer Brom-Chlor-Verbindung hinwiesen, wobei weder die Zusammensetzung geklärt noch eine Herstellung realisiert werden konnte. Der erste Nachweis des Bromchlorids über den Vergleich von Dampfdruckkurven und die Isolierung der reinen Verbindung gelang Hermann Lux im Jahr 1930.

## Herstellung
Die erste Herstellung von Bromchlorid erfolgte durch Hermann Lux mittels langsamer Destillation eines Chlor-Brom-Gemischs bei −70 °C. Die Verbindung lässt sich durch UV-Bestrahlung eines Chlor-Brom-Gemisches in Halogenkohlenwasserstoff (CFnCl4−n) herstellen.

## Eigenschaften
Bromchlorid ist im festen Zustand eine ockergelbe Substanz, die bei −54 °C scharf schmilzt. Im Vergleich dazu schmilzt ein 1:1-Gemisch aus Chlor und Brom im Bereich zwischen −66 °C und −52 °C. Abweichende Schmelzpunktangaben für Bromchlorid anderer Autoren bei −66 °C oder −75 °C beruhen möglicherweise auf Messungen an Gemischen der Elemente. Die ockergelbe Schmelze siedet unter Normaldruck bei −5 °C, wobei schon ab 10 °C eine Zersetzung der Verbindung beobachtet wird. Im Kristallgitter werden zickzackförmige BrCl-Ketten gebildet. Die Verbindung kristallisiert in einem orthorhombischen Kristallgitter mit der Raumgruppe Cmc21 (Raumgruppen-Nr. 36).
In Wasser hydrolysiert die Verbindung zu hypobromiger Säure und Salzsäure.
{\displaystyle \mathrm {BrCl+H_{2}O\rightarrow HOBr+HCl} }
In Gegenwart eines Überschusses an Chloridionen können Verbindungen mit dem Polyhalogenidion BrCl2− erhalten werden.
{\displaystyle \mathrm {BrCl+Cl^{-}\rightleftharpoons {BrCl_{2}}^{-}} }

## Verwendung
Bromchlorid wird bei der Herstellung von Lithium-Schwefeldioxid-Batterien verwendet. Außerdem wird es als Wirkstoff in Desinfektionsmitteln, Fungiziden und Algiziden eingesetzt.